# Meral Kureyshi

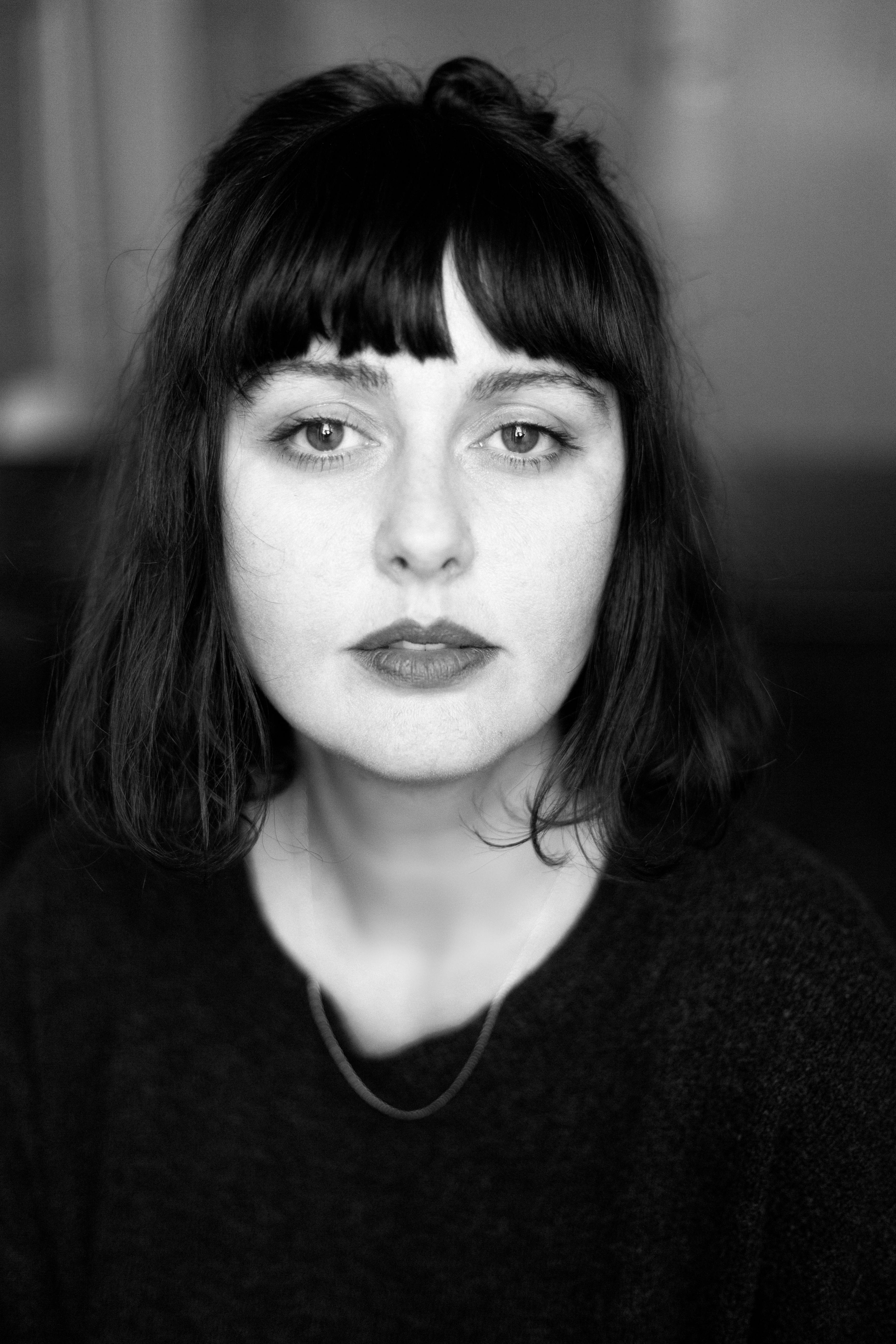
Meral Kureyshi

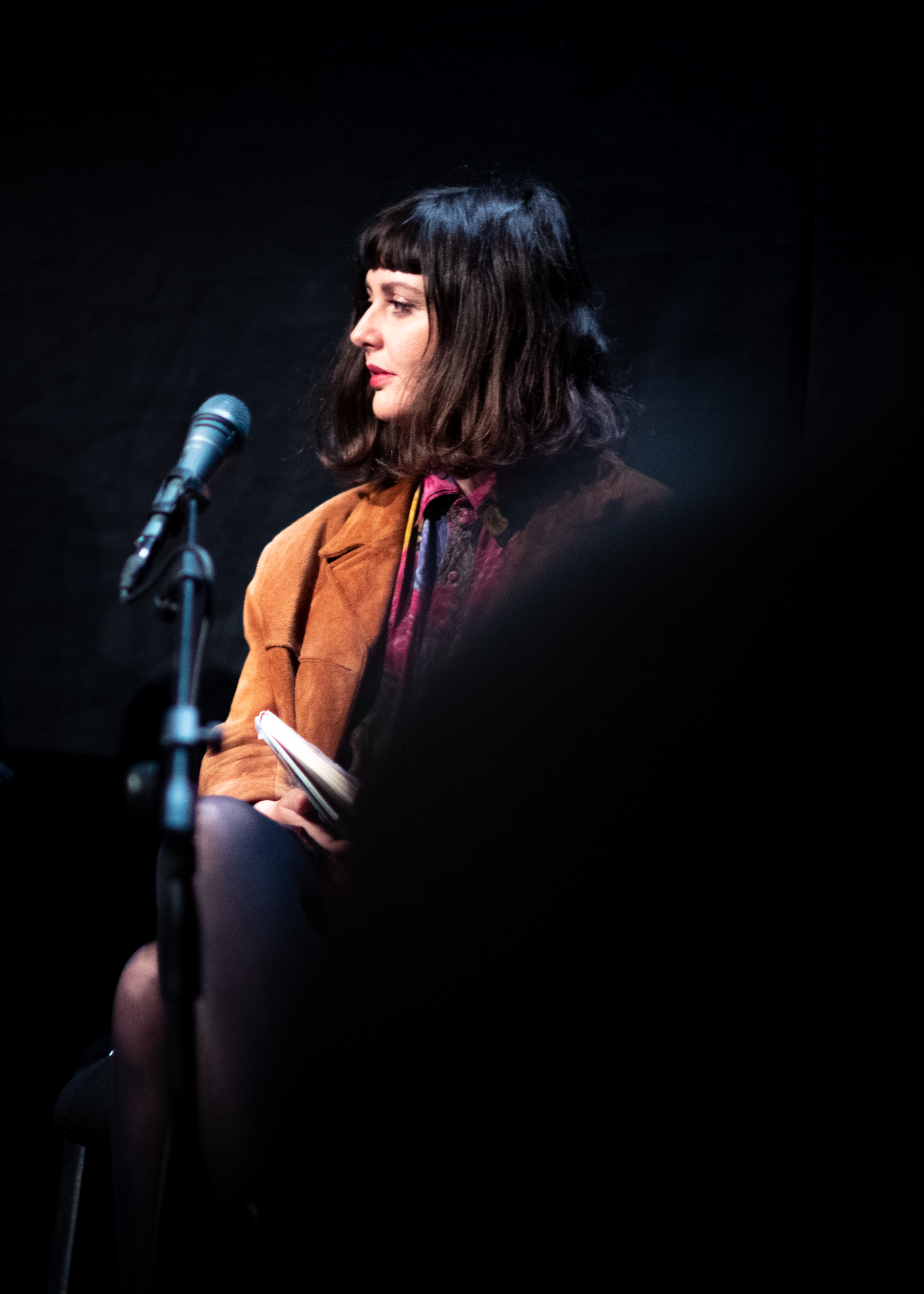
Meral Kureyshi bei einer Veranstaltung von Qendra Multimedia, Pristina, 2019

Meral Kureyshi (* 26. März 1983 in Prizren) ist eine Schweizer Schriftstellerin. Die Wochenzeitung Die Zeit bezeichnete sie als „eine der wichtigsten Stimmen der Schweizer Gegenwartsliteratur.“

## Leben und Werk
Kureyshi wurde 1983 in Prizren im ehemaligen Jugoslawien geboren. Ihre Familie gehörte der türkischsprachigen Minderheit im Kosovo an. Nach 1992 wuchs sie in Bern auf und studierte danach in Biel am Schweizerischen Literaturinstitut.
2015 erschien im Limmat Verlag ihr Debütroman Elefanten im Garten, mit dem sie es auf die Shortlist des Schweizer Buchpreises schaffte. Er wurde in mehrere Sprachen übersetzt und 2016 mit dem Literaturpreis des Kantons Bern ausgezeichnet. 2020 las Kureyshi auf Einladung von Michael Wiederstein bei den 44. Tagen der deutschsprachigen Literatur in Klagenfurt.
In ihrem Roman Im Meer waren wir nie von 2025 schuf sie laut einer positiven Rezension der Wochenzeitung Die Zeit „Szenen von existenzieller Wucht“, in die „man sich voller Staunen hineinbegibt.“

## Werke
- Elefanten im Garten. Roman. Limmat Verlag, Zürich 2015, ISBN 978-3-85791-784-4.
- Fünf Jahreszeiten. Roman. Limmat Verlag, Zürich 2020, ISBN 978-3-85791-857-5.
- Im Meer waren wir nie. Roman. Limmat Verlag, Zürich 2025, ISBN 978-3-03926-085-0.